# Grande Arco de la Défense

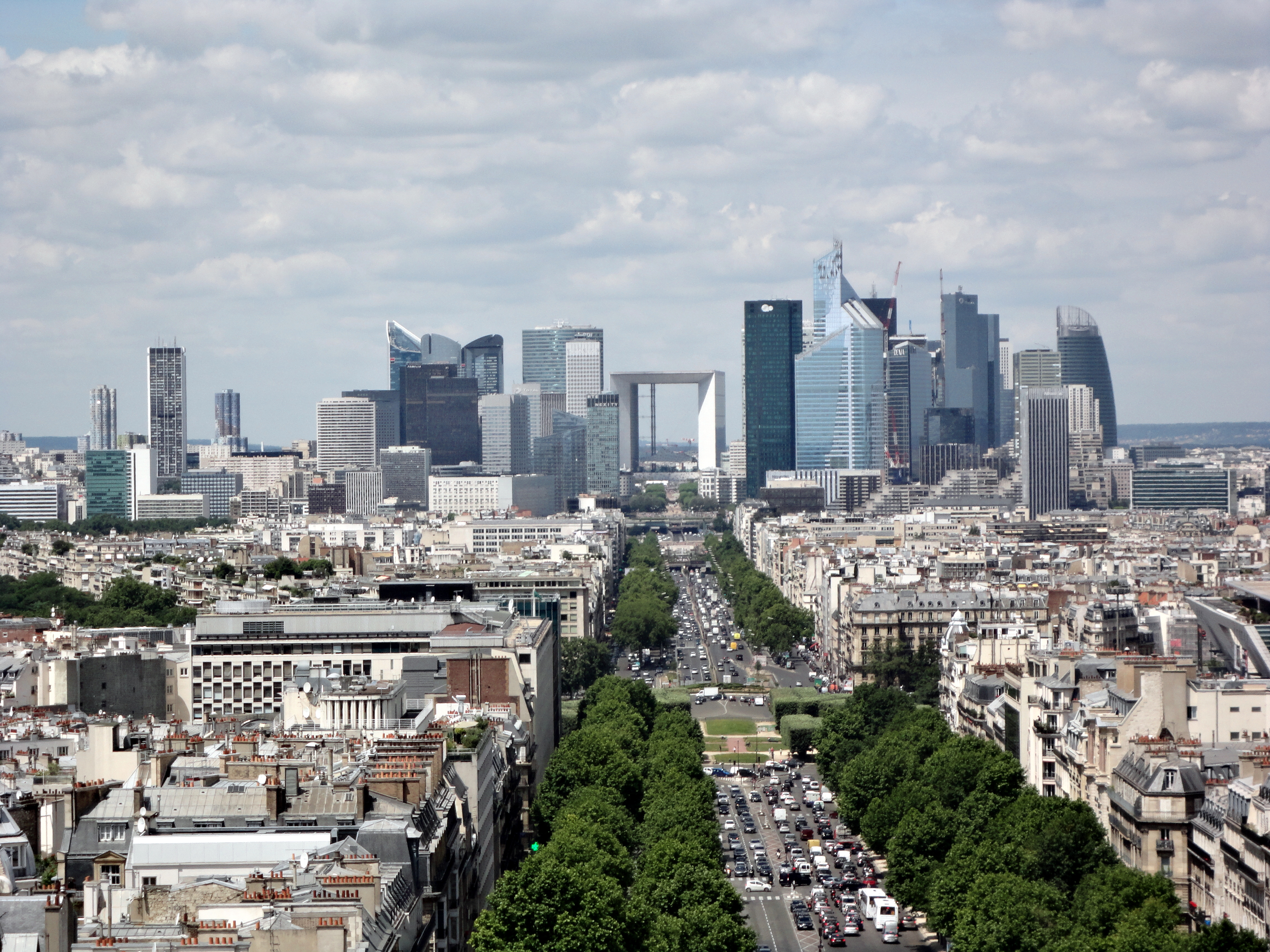
O Grande Arco de La Défense ao centro, visto do Arco do Triunfo.

O Grande Arco de La Défense (francês: Grande Arche de La Défense) é um monumento situado no bairro de La Défense, na periferia oeste da aglomeração parisiense, no território da comuna de Puteaux (Hauts-de-Seine).
O arco recebeu este nome por estar situado no moderno bairro da periferia oeste de Paris, o bairro de La Défense (assim chamado em memória a resistência oposta pelos franceses às tropas prussianas na guerra franco-prussiana).
A Grande Arche de la Défense é um cubo oco de 112 metros de altura coberto de mármore branco e aberto no centro, apoiado por 12 pilares de 30 metros cada.
Realizado em 1989 por altura do bicentenário da Revolução Francesa segundo um projeto do arquiteto dinamarquês Otto von Spreckelsen, simboliza uma janela aberta ao mundo.